# Aeroportul Internațional Vancouver
Aeroportul Internațional Vancouver (IATA: YVR, ICAO: CYVR) este un aeroport din Richmond⁠(d), Metro Vancouver Regional District⁠(d), Columbia Britanică, Canada ce deservește zona Vancouver. Aeroportul a fost tranzitat în 2023 de 24.938.184 de pasageri. A fost deschis în 1929 și numit după zona deservită.
Situat la o altitudine de 4 m, aeroportul dispune de 3 piste.

## Infrastructură

### Piste
Aeroportul dispune de 3 piste: 
- pista 08L/26R din beton, cu dimensiunile 3.029 m × 60 m
- pista 8R/26L din asfalt, cu dimensiunile 3.505 m × 60 m
- pista 13/31 din asfalt, cu dimensiunile 2.225 m × 60 m